# Gesonula mundata
Gesonula mundata är en insektsart som först beskrevs av Walker, F. 1870.  Gesonula mundata ingår i släktet Gesonula och familjen gräshoppor.

## Underarter
Arten delas in i följande underarter:
- G. m. zonocera
- G. m. mundata
- G. m. vietnamensis
- G. m. laosana